# Al-Lail
Al-Lail “A Noite” (do árabe: سورة الليل) é a nonagésima segunda sura do Alcorão e tem 21 ayats.